# FV Волопаса
FV Волопаса (лат. FV Boötis) — одиночная переменная звезда в созвездии Волопаса на расстоянии (вычисленном из значения параллакса) приблизительно 5695 световых лет (около 1746 парсеков) от Солнца. Видимая звёздная величина звезды — от менее +15m до +13,6m.

## Характеристики
FV Волопаса — красная пульсирующая переменная звезда, мирида (M:)* спектрального класса M9III. Эффективная температура — около 3281 K.